# Савой-Плаза Хотел
Савой-Плаза Хотел (англ. Savoy-Plaza Hotel) — 33-этажный небоскрёб с видом на Центральный парк, на Пятую авеню и Восточную 59-ю улицы в Мидтауне Манхэттена, Нью-Йорк. Открылся в 1927 году. Снесён в 1965 году.

## История здания
Первый отель Savoy на Пятой авеню и 59-й улице открылся в июне 1892 года, став реакцией конкурентов на соседний отель Плаза, первое здание которого было сооружено в 1890 году. Первоначальный 12-этажный Savoy был спроектирован архитектором Ральфом С. Таунсендом по заказу владельцев земельного участка, в том числе члена Верховного суда штата Нью-Йорк П. Генри Дагро. Старый «Савой» продолжал конкурировать с «Плаза» в обстановке экономического подъёма начала 1920-х годов. Он был снесен в 1925 году.
Гарри С. Блэк, владелец Plaza, купил отель Savoy и другие здания квартала, и снёс их, чтобы построить с новым партнером здание по проекту архитекторов, создававших Plaza. 33-этажный, 128-метровый небоскреб был спроектирован архитектурным бюро McKim, Mead & White, построен примерно за 30 млн долларов и открылся 1 октября 1927 года.
В 1958 году сеть Hilton Hotels приобрела здание и открыла в нём полинезийский ресторан Trader Vic’s. Позже сам отель был переименован в «Савой Хилтон» (англ. Savoy Hilton). В мае 1962 года Hilton Hotels продала здание компании Webb & Knapp, Inc. за 25 млн долларов. В конце того же года Webb & Knapp перепродала отель британской компании-оператору коммерческой недвижимости в Торонто. Hilton и владельцы отеля договорились прекратить управление сетевым отелем в 1964 году, хотя контракт был действителен до 1967 года. Western International Hotels взяла на себя управление 2 июня 1964 года, переименовав его в «Савой Плаза» (англ. Savoy Plaza; без дефиса). 21 августа 1964 года владельцы объявили о планах сноса отеля, что вызвало значительный общественный резонанс и протесты. 16 декабря 1964 года владельцы объявили, что отель будет заменен 48-этажной офисной башней (проект Эдварда Дарелла Стоуна), где должна разместиться штаб-квартира General Motors на Восточном побережье. Отель принимал гостей в течение всего времени проведения Всемирной выставки в Нью-Йорке (1964—1965). Здание было снесено в конце 1965 года — начале 1966 года и заменено «Дженерал-моторс-билдинг» (англ. General Motors Building), строительство которого было завершено в 1968 году.